# 包钢 (政治人物)
包钢（1969年5月—），男，蒙古族，辽宁阜新人，中华人民共和国政治人物，曾任内蒙古自治区人民政府副主席。现任中共内蒙古自治区党委常委、呼和浩特市委书记。 2022年10月，当选中共第二十届中央候补委员。